# Ястребов, Фёдор Александрович
Фёдор Александрович Ястребов (28 ноября 1902, Судогда ныне Владимирская область России — 30 июня 1973, Киев) — украинский историк, специалист в области истории Украины XIX века. Кандидат исторических наук.

## Биография
Родился Фёдор Ястребов в 1902 году. Окончил Владимирскую гимназию во Владимире-на-Клязьме.
В 1919 году переехал в Киев.
С 1921 по 1926 годы учился в Киевском институте Народного образования на социально-историческом отделении факультета профобразования. После этого проходил обучение в аспирантуре Научно-исследовательской кафедре марксизма-ленинизма при ВУАН.
С 1923 по 1924 годы работал архивным регистратором Киевского центра исторического архива им. А. Антоновича.
С 1924 по 1934 годы был научным сотрудником Истпарта Киевского обкома КП(б)У, одновременно с 1932 по 1936 — старшим научным сотрудником Киевского музея революции и с 1928 по 1933 годы преподавал историю в совпартшколе.
С февраля по май 1934 годы работал научным сотрудником Института истории материальной культуры ВУАН, с мая по ноябрь того же года — научным сотрудником Историко-археологического института ВУАН.
С 1934 по 1936 годы — младший научный сотрудник Института истории ВУАМЛИН.
С 1936 по 1940 годы — младший научный сотрудник Института Истории Украины АН УССР, с 1940 по 1941 годы — старший научный сотрудник (там же).
Одновременно с 1931 по 1938 годы преподавал на кафедре истории Киевского государственного университета.
Во время Второй мировой войны мобилизован в ряды Красной армии, был ранен.
В 1942 году вернулся на работу в Институт Истории, где до 1944 годы работал старшим научным сотрудником. С 1944 по 1954 годы был заведующим отдела истории капитализма, с 1954 по 1963 годы — старший научный сотрудник в том же отделе.

## Научная деятельность
Фёдор Ястребов — специалист в области истории Украины XIX века, в частности — истории украинского революционного движения.
Кандидатскую диссертацию защитил в 1938 году по теме «Место декабризма в истории революционного движения в России XIX века»
В 1947 году был подвергнут критике за то, что «история украинского народа рассматривалась в отрыве от истории других народов СССР».
Основные работы:
- 1905 рік у Києві. — К., 1930
- Нариси з історії України. — Вип. І. Київська Русь і феодальні князівства ХІІ-ХІІІ ст. — К., 1937 (в соавторстве с К. Гуслистым)
- Україна в першій половині XIX ст. — 1939
- Історія України. Короткий курс — 1941 (в соавторстве с С. Белоусовым, К. Гуслистым, О. Оглоблиным, М. Петровским, М. Супруненко)
- Нарис історії України — Уфа — 1942, (в соавторстве с Л. Славиным и К. Гуслистым
- Повстання декабристів. — К., 1945
- Історія Української РСР, т. І — 1953, (в соавторстве с О. Касименко, В. Дядиченко, Ф. Лосем, Ф. Шевченко)
- Історія Києва, т. І, — 1960
- Історія Української РСР, т. І, — 1967
- Революционные демократы на Украине. Вторая половина 50-х — начало 60-х годов XIX ст. — К., 1960

Основные научные статьи:
- «Тому дев’ятого перша половина» (М. Грушевський. «Історія України-Руси») // Прапор марксизму. — 1930. — № 1;
- Ястребов Ф. О. В.І.Ленін про етапи визвольного руху в Росії. // Український історичний журнал. — 1958. — № 2. — C. 71-81.
- Ястребов Ф. О. Великий друг українського народу. (До 150-річчя з дня народження О.І.Герцена). // Український історичний журнал. — 1962. — № 2. — C. 140—141.
- Ястребов Ф. О. Сарбей В. Історичні погляди О. М. Лазаревського. К., 1961. // Український історичний журнал. — 1962. — № 3. — C. 129—130.